# 新倉瞳
新倉 瞳（にいくら ひとみ、1985年〈昭和60年〉5月13日 - ）は、日本のチェリスト。
株式会社KAJIMOTO、および株式会社セント・フォース（ZONE マネジメント）所属。
血液型A型。

## 人物・来歴
ドイツ・デュッセルドルフ在住の8歳の時にチェロを始める。11歳で帰国し、桐朋女子高等学校音楽科卒業。2006年（平成18年）8月デビューアルバム「鳥の歌」をリリース。同年12月17日紀尾井ホールにてデビューリサイタルを行う。2007年（平成19年）12月バンコクにて「日タイ修好120周年記念コンサート」に出演。2008年（平成20年）桐朋学園大学音楽学部を首席で卒業。同年、皇居桃華楽堂新人演奏会にて御前演奏を行う。2010年（平成22年）3月桐朋学園大学の研究生を終了。同年9月よりスイスのバーゼル音楽院に留学、トーマス・デメンガに師事。演奏活動では様々な形態に取り組んでおり、2007年（平成19年）には横坂源、堀内詩織、宮田大らの桐朋学園大学の同期生とチェロ四重奏「チェリステン桐」を結成。2010年（平成22年）には﨑谷直人（ヴァイオリン）、沼沢淑音（ピアノ）とピアノ三重奏「ピアノ・トリオ」を結成しCDをリリースしたほか、2019年には高橋多佳子（ピアノ）、礒絵里子（ヴァイオリン）とともにピアノ三重奏「椿三重奏団」を結成した。
スイス・チューリヒ在住（2022年現在）。

## コンクール歴
- 2003年 いしかわミュージック・アカデミー　IMA音楽賞受賞。
- 2009年 第5回ルーマニア国際音楽コンクール室内楽部門第1位入賞。
- 2007年 第28回霧島国際音楽祭賞を受賞。
- 2015年 インターナショナル・ヴェラン・クラシコ2015 チェロ部門第1位入賞[2]。

## 師事歴
- ヤン・ヴィミスリッキー
- 毛利伯郎
- 原田幸一郎
- 堤剛[2]
- トーマス・デメンガ

## ディスコグラフィ

### アルバム
（リリース日はメーカー記載に従っています）
- 鳥の歌［デビューアルバム］（2006年8月30日、 TOCE-55854）
- トロイメライ (2008年12月17日、 TOCE-56150)
- まあるいよろこび〜大塚啓子（2009年9月1日、 ゲスト参加 FLCP-21005）
- ラルゴ～愛の挨拶（2009年10月28日、 TOCE-56257）
- ピアノ・トリオ～ハイドン＆メンデルスゾーン （崎谷直人、新倉瞳、沼沢淑音）（2010年4月20日、 FLCP-21010）
- 胡蝶の夢〜松岡宏明作品集（2012年12月12日、5曲で演奏[3] FLCP-210221）
- 天使の階段〜松岡宏明作品第2集（2013年8月2日、4曲で演奏[4] FLCP-21026）
- 神曲・秘曲～ダンディ・鳥の詩～ ダンディ：クラリネット三重奏曲ほか （トリオ・ドゥ・ラヴァンチュール）（2013年9月25日、 WWCC-7732）
- エルガー：チェロ協奏曲、カタロニア民謡：鳥の歌、ブルッフ：コル・ニドライ（2015年11月18日、 MECO-1032）
- 俊英たちの瞬間（とき）（with 佐藤卓史）（2016年5月25日、 WWCC-7811）
- 祈り～チェロとハープの珠玉の名曲集［デビュー10周年記念アルバム］（2017年2月15日、 MECO-1037）
- 魂柱と鞴 （佐藤芳明、新倉瞳）（2019年11月13日、 JVLY-004）
- メンデルスゾーン＆ブラームス：ピアノ三重奏曲第1番 （椿三重奏団）（2020年2月19日、 MECO-1057）
- ダンツァ（2020年11月25日、 MECO-1060）
- 11月の夜想曲 [新倉瞳による委嘱作品集]（2021年10月20日、 MECO-1065）
- J.S.Bach The Goldberg Variations （原田陽、佐藤芳明、新倉瞳）（2022年6月15日、JVLY-005）
- 偉大な芸術家の想い出に（椿三重奏団）（2023年9月20日、 MECO-1079）

## 出演歴

### CM
- 森下仁丹株式会社「ビフィーナ」

### テレビ
- ミューズの晩餐 My Song, My Life（2010年3月20日）

## 雑誌連載
- 弦楽専門誌　ストリング「チェリスト新倉瞳の留学日記」（2011年1月～隔月、レッスンの友社）